# 함흥 배씨
함흥 배씨(咸興 裵氏)는 함경남도 함흥시를 본관으로 하는 한국의 성씨이다. 시조 배덕수(裵德秀)는 조선 중기 교서관박사(校書館博士)를 역임하였다.

## 기원
함흥 배씨는 문헌이 없어 정확한 세계를 알 수 없으나, 다만 후손들이 조선시대 교서관박사(校書館博士)를 지낸 배덕수(裵德秀)를 시조로 하고, 함흥(咸興)을 본관으로 삼아 세계를 이어왔다. 배덕수의 자는 원백(元伯)으로 조선 선조 15년(1582년) 식년시 병과로 문과에 급제하였다. 배덕수의 부친은 배성(裵晟)이다.

## 인구
인구의 대부분이 북한에 거주하고 있으며, 2000년 대한민국 통계청 조사에서 남한에는 271명이 있는 것으로 조사되었다.

## 과거 급제자
함흥 배씨는 조선시대 문과 급제자 1명을 배출하였다.
문과
배덕수(裵德秀) - 조선 선조 15년(1582년) 임오(壬午) 식년시(式年試) 병과(丙科) 11위(21/35)